# Nuno Crespo
Nuno Crespo (Lisboa, 1975) é um curador , crítico de arte  e investigador  português, que se tem dedicado ao estudo dos cruzamentos entre arte, filosofia e arquitetura, e a autores como Kant, Wittgenstein, Walter Benjamin, Peter Zumthor ou Adolf Loos.
Licenciado e doutorado em filosofia pela Faculdade de Ciências Sociais e Humanas da Universidade Nova de Lisboa, é também professor universitário e diretor da Escola das Artes da Universidade Católica Portuguesa e colaborador habitual, enquanto crítico de arte, do suplemento cultural Ipsilon (Público) , tendo sido membro do seu conselho editorial.
Em 2021 fez parte do júri que avaliou as candidaturas da representação de Portugal na Bienal de Veneza, e as classificações que atribuiu ao projeto artístico de Grada Kilomba, sobre racismo e colonialismo, foram determinantes para excluir a candidatura de “A Ferida” o que provocou diversas reações de repúdio sendo acusado de racismo. A controvérsia fez com que fossem publicados inúmeros artigos repudiando, por falta de fundamento, as a acusações de racismo, entre os quais: Bárbara Reis, Miguel  Wandschneider, Augusto M. Seabra e Manuel Carvalho, no jornal Público; e também Rafael Cardoso (Revista Pessoa), João Pereiro Coutinho (Folha de S.Paulo) e Rafael Cardoso (Ilustríssima).

## Obras Publicadas

### Como autor
- Textos Públicos: Arte Portuguesa Contemporânea 2003-2023, Lisboa: Edições Sistema Solar, Col. Documenta, 2023. ISBN 978-989-568-121-1
- Julião Sarmento: olhar animal, Porto: Cooperativa Árvore, 2014, ISBN 978-972-9089-54-1
- Wittgenstein e a estética, Lisboa: Assírio & Alvim, 2011, ISBN 978-972-37-1528-6
- Corpo Impossível, Lisboa: Assírio & Alvim, 2007, ISBN 972-37-1110-9
- Bárbara Assis Pacheco, Porto e Lisboa: Mimésis, 2005, ISBN 978-972-8873-07-7

### Como editor ou coeditor
- Arte. Crítica. Política (organização e edição), Lisboa: Tinta-da-China, 2016, ISBN 978-671-329-4
- Antes de Depois / Before and after, Lisboa: Fundação Calouste Gulbenkian, 2015, ISBN 978-972-635-298-3
- Prontuário do Riso (organização e edição), Lisboa: Edições Tinta da China, 2013, ISBN 978-989-671-153-5
- Riso (organização e edição), Lisboa: Edições Tinta da China, 2012, ISBN 978-989-671-138-2
- Aires Mateus. Voids, Lisboa: Athena, 2011, ISBN 978-989-31-0026-4
- Prémio EDP Novos Artistas 2011, Lisboa: Assírio & Alvim, 2011, ISBN 978-972-37-1606-1
- Serralves de João Luís Carrilho da Graça, Lisboa: Appleton Square, 2009
- Vazio, escultura e pensamento. Imponderável de Miguel Ângelo Rocha, Lisboa: Galeria Miguel Nabinho, 2008
- Prémio EDP Novos Artistas 2009, Lisboa: Assírio & Alvim, 2009, ISBN 978-972-37-1473-9
- Rui Chafes. Involução, Vila Nova de Gaia: Casa Museu Teixeira Lopes, 2008, ISBN 978-972-581-053-8
- Pires Vieira 2007, Lisboa: Museu da Cidade, 2008, ISBN 978-989-95190-5-3
- Mário Rita, Lisboa: Museu da Cidade, 2007
- Fantasmas. Nuno Cera, Lisboa: Centro Cultural de Belém, 2007, ISBN 978-972-8944-08-7
- Prémio EDP Novos Artistas 2007, Lisboa e Coimbra: Almedina editores, 2007, ISBN 978-972-40-3400-3
- Waiters de Jorge Molder, Lisboa: Museu Nacional de Arte Antiga, 2006
- Encontro Marcado de Adriana Molder, Lisboa e Astúrias: Museu de Artes Plásticas das Astúrias e Presidência da República Portuguesa/Museo de Bellas Artes de Asturias, 2006, ISBN 972-95797-6-8

## Curadoria
- Blind Faith (Diogo Evangelista), Sala de Exposições da Escola das Artes, Porto (2020) [13]
- Julião Sarmento. Film Works, Sala de Exposições da Escola das Artes, Porto (2019) [14]
- Poetry as an echological survival (Nuno da Luz), Sala de Exposições da Escola das Artes, Porto (2019) [15]
- Arenário (Francisco Tropa), Sala de Exposições da Escola das Artes, Porto (2018) [16]
- O que pode a arte? 50 anos do maio de 68, Atelier- Museu Júlio Pomar, Lisboa (2018) [17]
- Haus Wittgenstein. 90 anos., MAAT, Fundação EDP (em coprodução com a associação de arquitetura austríaca), Lisboa (2018) [18]
- Um Realismo Necessário (José Pedro Cortes), Museu do Chiado, Lisboa (2018) [19]
- Antes e Depois (Miguel Ângelo Rocha), Centro de Arte Moderna da Fundação Calouste Gulbenkian, Lisboa (2015) [20]
- Paisagem Como Arquitectura. Garagem Sul do CCB, Lisboa (2015) [21]
- AN-Arquitectura, Espaços e Imagens a partir da Coleção BES, Espaço BES Arte & Finança, Appleton Square, e Teatro Thalia, Lisboa (2015) [22]
- Dois deles. Exposição individual de Jorge Molder, Appleton Square, Lisboa (2014) [23]
- Riso: Uma Exposição a Sério, Museu da Eletricidade , Lisboa (2012) [24]
- Prémio EDP Novos Artistas 2011, Museu da Eletricidade, Lisboa (2011) [25]
- Voids. Aires Mateus, Appleton Square, Lisboa (2011) [26]
- Prémio EDP Novos Artistas 2009, Museu da Eletricidade, Lisboa (2009) [27]
- “Serralves” de João Luís Carrilho da Graça, Appleton Square, Lisboa (2009) [28]
- Involução (Rui Chafes), Casa-Museu Teixeira Lopes, Vila Nova de Gaia (2008) [22]
- Imponderável (Miguel Ângelo Rocha), Hospital Júlio de Matos, Lisboa (2008) [29]
- Exposição antológica de Pires Vieira, Museu da Cidade, Lisboa (2008) [22]
- Prémio EDP Novos Artistas 2007, Museu da Eletricidade, Lisboa (2007)  [30]
- Corpo Impossível (Rui Chafes, Noé Sendas, Vasco Araújo, Adriana Molder ( Palácio Nacional de Queluz, Queluz (2006) [31]
- Fantasmas de Nuno Cera, Centro Cultural de Belém, Lisboa (2006) [32]
- Encontro Marcado (Adriana Molder), Museo de Bellas Artes de Oviedo, Oviedo (2006) [22]
- Waiters (Jorge Molder), Museu Nacional de Arte Antiga, Lisboa (2006) [33]